# كزافييه لوبيز
كزافييه لوبيز (بالإسبانية: Chabelo)‏ هو ممثل مكسيكي ومقدم برامج تلفزيونية ومغني موسيقى للأطفال، ولد في 17 فبراير 1935 بشيكاغو في الولايات المتحدة.
عرف باسم «شابيلو». عمل في التلفزيون لأكثر من ستين عامًا. شارك «شابيلو» في أكثر من ثلاثين مسلسل صور متحركة وسجل أكثر من ثلاثين ألبومًا موسيقيًا. كان أشهر برامجه التلفزيونية هو «En Familia con Chabelo»، والذي بُثَّ صباح كل يوم أحد على قناة «Televisa's Canal de las Estrellas».

## وصلات خارجية
- كزافييه لوبيز على موقع IMDb (الإنجليزية)
- كزافييه لوبيز على موقع ميوزك برينز (الإنجليزية)
- كزافييه لوبيز على موقع قاعدة بيانات الفيلم (الإنجليزية)